# Julius Grosse
Pour les articles homonymes, voir Grosse.
Julius Grosse né Julius Waldemar Grosse le 25 avril 1828 à Erfurt et mort le 9 mai 1902 à Nago-Torbole (Italie), est un écrivain allemand, connu sous son nom de plume : Otfried von der Ilm comme poète et dramaturge. Il était également critique de théâtre et journaliste.

## Biographie
En 1849, il s’inscrit à l'université Martin-Luther de Halle-Wittenberg où, quoique inscrit à la faculté de droit, il se consacra presque exclusivement aux lettres.
En 1852, il s'installe à Munich où il étudie la peinture à l'Académie des beaux-arts munichoise.
En 1854 il rencontre le poète Paul Heyse. Ensemble, ils lancent le cercle poétique Die Krokodile officiellement le 5 novembre 1856 en présence de Felix Dahn qui aurait trouvé le nom des « Crocodiles », peut-être en raison de la parution de poésies sur le thème animalier des crocodiles par les auteurs Emanuel Geibel et Hermann Lingg.
À la même époque, il est critique théâtrale dans le journal munichois Neuen Münchner Zeitung. Il travailla à Leipzig où il accéda au poste de rédacteur en chef du journal Leipziger Illustrirte Zeitung.
À partir de 1869, il partage son temps entre Dresde et Weimar comme secrétaire général de la Fondation Schiller (de).
En 1885, il s'installe de nouveau à Munich. Honoré en tant que conseiller grand-ducal et professeur, il mourut au bord du lac de Garde.

## Œuvres
- Romanze, ballade ;
- Gedichte (1857), recueil de poésies ;
- Die Ynglinger (1858), tragédie ;
- Das Mädchen von Capri (1860), poème ;
- Novellen (1862-63), roman ;
- Gundel vom Königssee, idylle en vers (1864) ;
- Vox populi (1867), histoires ;
- Untreu aus Mitleid (1868), nouvelle ;
- Aus bewegten Tagen (1869), recueil de poésies ;
- Eine alte Liebe (1869), Nouvelle ;
- Ein Revolutionär (1869), Nouvelle ;
- Pesach Pardel (1869 od. 70), poème comique ;
- Wider Frankreich (1870), poème ;
- Maria Mancini (1871), nouvelle ;
- Hilpah und Shalum, histoire antédiluvienne (1871) ;
- Der Wasunger Not, chanson épique tragi-comique (1873) ;
- Offene Wunden (1873), nouvelles ;
- Daponte und Mozart (1874) ;
- Die Abenteuer des Kalewiden, contes populaires estoniens (1875) ;
- Neue Erzählungen (1875) ;
- Sophie Monnier (1876), roman ;
- Tiberius (1876), drame ;
- Zweierlei Maß (1878) ;
- Gedichte, Poèmes. Nouvelle sélection. (1882) ;
- Ein bürgerlicher Demetrius (1884) ;
- Der getreue Eckart (1885) ;
- Ein Frauenlos (1888), nouvelle.